# سرتوين 1
السرتوين 1 (بالإنجليزية: Sirtuin 1)‏ ويُعرف كذلك باسم نازع أستيل السرتوين المعتمد على الناد 1، هو بروتين يُرمّز لدى البشر بواسطة جين SIRT1.
SIRT1 اختصار لـ (تنظيم معلومة نوع التزاوج [الإنجليزية] الصامت 2 النديد) 1 (س. الجعوية) ويشير إلى حقيقة أنه نديد (النظير البيولوجي في أنواع أخرى) الجين Sir2 الخاص بخميرة الجعة. السرتوين 1 هو إنزيم يتواجد أساسا في نواة الخلية ويقوم بنزع الأستيل من عوامل النسخ التي تساهم في التنظيم الخلوي (الاستجابة لعوامل الإجهاد، وطول العمر).

## الوظيفة
السرتوين 1 هو عضو من عائلة بروتينات السرتوين وهو نديد للجين Sir2 الخاص بخميرة الجعة. يتميز أعضاء عائلة السرتوين بلبٍ يحتوي على نطاق سرتوين وتُصنف إلى أربع فئات. وظائف بروتينات السرتوين البشرية لم تُحدد بعد، لكن معلوم أن بروتينات السرتوين في الخميرة تنظم إسكات الجين فوق الجيني وتثبط تأشّب الدنا المأشوب. ينتمي البروتين المرمز بهذا الجين إلى الفئة 1 من عائلة السرتوين.
ينظم السرتوين 1 بالإنقاص في الخلايا التي تملك مقاومة كبيرة للإنسولين. معروف كذلك أن السرتوين 1 ينزع الأستيل ويؤثر على نشاط كلا عضوي المركب بي جي سي-1 ألفا/
المستقبل المرتبط بالإستروجين ألفا [الإنجليزية] وهما عاملي نسخ أساسيين في تنظيم الاستقلاب.
مخبريا، تبين أن السرتوين 1 ينزع الأستيل عن بروتين بي53 ويثبطه، ويمكن أن يكون له دور في تنشيط الخلايا التائية المساعدة 17.

## التآثرات
تبيّن مخبريا أن السرتوين 1 يتآثر مع المستقبل المرتبط بالإستروجين ألفا [الإنجليزية] ومنظم المناعة الذاتية.
أُبلغ أن السرتوين 1 البشري يملك 136 تآثرا مباشرا في دراسات التآثروم المتعلقة بعمليات متعددة.